# 대브니 콜먼
대브니 콜먼(Dabney Coleman, 1932년 1월 3일~2024년 5월 16일)은 미국의 배우이다. 프라임타임 에미상 후보에 6번, 골든 글로브상 후보에 3번 지명되었으며 각각 한 번씩 수상에 성공하였다.

## 출연 작품

### 영화
- 추적자 (1968)
- 타워링 (1974)
- 미드웨이 (1976)
- 멜빈과 하워드 (1980)
- 나인 투 파이브 (1980)
- 황금 연못 (1981)
- 사랑 대소동 (1981)
- 투씨 (1982)
- 위험한 게임 (1983)
- 죽기 아니면 까무러치기 (1990)
- 그냥 파 봤어 (1992)
- 비버리 힐빌리즈 (1993)
- 유브 갓 메일 (1998)
- 형사 가제트 (1999)
- 스튜어트 리틀 (1999)
- 문라이트 마일 (2002)
- 도미노 (2005)
- 그 규칙은 당신에게 적용되지 않아요 (2016)

### 애니메이션 영화
- 방학 대소동 - 여름방학 구출작전 (2001)

### 텔레비전
- 보난자 (1968, 1969)
- 형사 콜롬보 (1973, 1991)
- 코작 (1974)
- 매닉스 (1975)
- 가디언 (2001-04)
- 보드워크 엠파이어 (2010-11)
- 레이 도노반 (2016)
- NCIS (2019)
- 포 더 피플 (2019)

### TV 애니메이션
- 리세스 (1997-2001) - 애니메이션